# Robert Navarro
Pour les articles homonymes, voir Navarro.
Robert Navarro, né le 1er mai 1952 à Cuxac-d'Aude (Aude), est un homme politique français, ancien membre du Parti socialiste.

## Biographie
Ancien cadre de la SNCF, il est responsable syndical de 1983 à 1989. Il a aussi été président des Foyers ruraux de l'Hérault.
Il est premier secrétaire de la fédération socialiste de l'Hérault de 1990 à 2011. Membre du conseil national du PS (1990). Ancien conseiller municipal de Montpellier et ancien conseiller communautaire de Montpellier Agglomération Communauté d'agglomération de Montpellier, il a aussi été membre du Conseil économique et social de 1999 à 2004.
Élu au conseil régional Languedoc-Roussillon en 1998, il y est réélu en mars 2004 et mars 2010 et y préside le groupe socialiste. Il en est par ailleurs vice-président, délégué à la mise en place du mémorial de Rivesaltes, ainsi qu'à la mise en place et au fonctionnement de la Maison de la Région à Bruxelles. Enfin, le 10 novembre 2010, lors de l'élection du nouveau bureau à la suite du décès de Georges Frêche, il devient premier vice-président du conseil régional.
Élu député européen en 2004, Robert Navarro est l'auteur d'un rapport au Parlement européen : Le transport maritime à courte distance.
Il est élu sénateur de l'Hérault le 21 septembre 2008 avec une liste PS officielle soutenue notamment par Georges Frêche. Avec la présence de 8 listes dont 5 de gauche, sa liste arrive troisième, derrière la liste UMP de Raymond Couderc et la liste PS dissidente de Robert Tropéano soutenue par André Vézinhet. Au Sénat, il siège comme apparenté au groupe socialiste de 2008 à 2014, puis au sein de la RASNAG et enfin, depuis 2017, au groupe LREM en tant que rattaché.
Le 26 août 2014, à la suite de la mort de Christian Bourquin, il devient président du conseil régional de Languedoc-Roussillon par intérim, jusqu'à l'élection de Damien Alary le 29 septembre suivant. Candidat aux élections sénatoriales de septembre 2014, il est réélu pour un nouveau mandat de six ans. Il démissionne en juin 2019, après avoir été condamné pour abus de confiance.

## Condamnation pour abus de confiance
Figurant sur la liste de Georges Frêche lors des élections régionales de 2010, il est exclu du PS le 23 février 2010. À la suite d'une enquête menée par la direction nationale, la fédération de l’Hérault est mise sous tutelle le 28 septembre 2010. Après la découverte de factures de la fédération à son profit personnel (voyages d'agrément, séjours dans des hôtels de luxe, locations de limousines, dépenses s'élevant à 50 000 euros pour des repas pris entre 2005 et 2010 dans un restaurant-pizzeria tenu par un de ses amis, etc.), le PS porte plainte pour malversations et abus de confiance contre Robert Navarro en mars 2011,. Soutien de François Hollande à la primaire socialiste, il intègre son équipe de campagne en août 2011.
Le 15 mars 2012, le Sénat décide de lever l'immunité parlementaire de Robert Navarro, inquiété dans un dossier d'abus de confiance touchant aux frais de fonctionnement de la fédération PS de l'Hérault. Il est mis en examen pour abus de confiance en décembre 2012. Il comparait, avec son épouse, devant le tribunal correctionnel de Montpellier le 7 juin 2016. Le parquet requiert trois mois de prison avec sursis, 20 000 € d'amende et trois ans d'interdiction des droits civiques. Le 6 juillet 2016, le couple est condamné chacun à trois mois de prison avec sursis, 30 000 euros d'amende, 3 ans d'interdiction de droits civiques et à verser à la fédération de l'Hérault du parti socialiste 85 720 euros pour préjudice matériel. Ils font appel.
Sa condamnation est confirmée en appel, le 2 mai 2018 : lui-même, sa femme et sa suppléante sont condamnés à trois mois de prison avec sursis, trois ans de privation de droits civiques et 30 000 euros d'amende chacun pour abus de confiance. Son pourvoi en cassation est rejeté le 24 mai 2019,.

## Détail des mandats et fonctions
- Sénateur de l'Hérault
- Conseiller régional du Languedoc-Roussillon (1998-2015)
- Conseiller municipal de Montpellier (2001-2004)
- Député européen (2004-2008)
- Vice-président de la Communauté d'agglomération de Montpellier (2001-2004)